# Llewellyn Glacier
Llewellyn Glacier är en glaciär i Kanada.   Den ligger i provinsen British Columbia, i den västra delen av landet, 4 100 km väster om huvudstaden Ottawa. Llewellyn Glacier ligger 1 192 meter över havet.
Terrängen runt Llewellyn Glacier är kuperad västerut, men österut är den bergig. Trakten runt Llewellyn Glacier är nära nog obefolkad, med mindre än två invånare per kvadratkilometer.. Det finns inga samhällen i närheten. 